# Rajun
Rajun is een bestuurslaag in het regentschap Sumenep van de provincie Oost-Java, Indonesië. Rajun telt 2745 inwoners (volkstelling 2010).